# Menneskesøn
 Denne artikel bør gennemlæses af en person med fagkendskab for at sikre den faglige korrekthed.
    Artiklen er en oversættelse af den tyske Menschensohn i denne version. 
Den må kontrolleres for korrekt oversættelse og for brug af sædvanlige danske vendinger.

Da fortolkningen af dette begreb eller udtryk tilsyneladende er omstridt, ville det være gavnligt om denne oversættelse kunne efterses af teologisk og sprogligt kyndige – se note 2 og diskussionssiden.

Begrebet eller udtrykket menneskesøn (menneskeskikkelse, menneskebarn, denne menneskesøn, menneskesønnen – hebraisk ben adam, aramæisk bar enascha eller bar nascha) stammer fra Bibelen og betegner dér først og fremmest i almindelighed et menneske som enkeltindivid i betydningen "enhver" eller "en eller anden", og dernæst en bestemt transcendent frelsesformidler tilhørende de sidste tider. I Det Nye Testamente (NT) bruges udtrykket nærmest om Jesus som den ventede Messias og frelser. Jesus taler i alt fald om "Menneskesønnen" på en sådan måde, at han kan synes identisk med denne.

## Overblik
Daniels Bog beskriver en, der "der så ud" som en søn af et menneske (Dan 7,13). Profeten Daniel ser i et syn menneskehedens fremtidige hersker og dommer, og beskriver ham med denne betegnelse. Kong Kyrios' herredømme vil overgås af menneskesønnen på dommedag. Denne figur blev i den efterbibelske apokalyptik identificeret med messias, der skulle herske over verden og dømme menneskeheden ved verdens ende.
Det Nye Testamente videregiver sædvanligvis det græske udtryk ho hyios thou anthropou ("sønnen af mennesket"). Det optræder her altid som et selvudsagn af Jesus, der undertiden omtaler sig selv i tredje person, for at tydeliggøre, at han er den omtalte menneskesøn fra Daniels Bog, fx i programerklæringen i Lukasevangeliet 19,9-10: "Da sagde Jesus om ham: »I dag er der kommet frelse til dette hus, fordi også han er en Abrahams søn. For Menneskesønnen er kommet for at opsøge og frelse det fortabte." Se også Mattæusevangeliet 18,11. I Mattæusevangeliet kap. 16, versene 13-20 bruger Jesus "menneskesønnen" og "jeg" synonymt, idet disciplene først bliver bedt om gengive, hvem folk mener, at menneskesønnen er, og derefter hvad de selv tror om ham. 

## Jødiske skrifter

### Første Mosebog
Urhistorien beskriver verdens skabelse som en mod det menneskelige liv målrettet proces og skabelse af Gud. Det første menneske fremtræder under navnet Adam i Første Mosebog (1 Mos 1,26) som urbillede og prototype for alle artsfæller, hvorved "menneske" og "mand" endnu er udifferentieret. Dog gælder alle mennesker for Bibelen i polariteten mand-kvinde som et væsen af samme art, bestemt i billedlighed med Gud (Gud skabte mennesket i sit billede; i Guds billede skabte han det, som mand og kvinde skabte han dem 1 Mos 1,27). I 1 Mos 3,15 påmindes om at menneskene som efterkommere af Adam og Eva er definitivt forskellige fra Gud og er undergivet betingelserne for det værendes dødelighed, men alligevel forbliver det ansvarlige afbillede og partner til Gud i bevarelsen af alt levende. – Salme 8,5 spørger:
... hvad er da et menneske, at du husker på det, et menneskebarn, at du tager dig af det?'
Den generiske betegnelse menneskesøn i Bibelen forholder sig til denne menneskeværdighed – begrundet i Guds interesse, dog ikke empirisk efterviselig – og kan i dag også oversættes med det kønsneutrale menneskebarn.

### Profeti
Med Ezekiel rykker visionen som medium for guddommelig åbenbaring ind som midtpunkt af profetisk tale. Denne profet bliver af Gud tiltalt 87 gange som menneskesøn (ben adam). Opfyldt af Guds ånd bliver han en seer af gudsfolkets synder (Ez 8,5), en seer der bor blandt dette forstokkede folk, viderebringer Guds dom med gådefulde ord (Ez 17,2) og som selv må lide derunder (bl.a. Ez 24,16).
Men han får også mulighed for at forudse og meddele
den kommende "gode hyrde" (Ez 34,23), de dødes opstandelse (Ez 37) og verdensdommen (Ez 40,4; Ez 43,7.10; Ez 47,6), ja han må selv sætte bevægelsen i gang (Ez 39,17). Således er tiltalen som menneskesøn på den ene side bestemmelse for medliden ved Guds dom over sit folk, på den anden side udmærkelse til endetidens profeter for alle folk.

### Apokalyptik
I Ez 1,26f fremtræder Gud selv på sin trone som en,  der lignede og så ud som et menneske. Dette knytter Daniels vision om Guds komme ved den endelige dom i Dan 7,13f an til:

 I nattesynerne så jeg dette:

  Med himlens skyer kom en,

  der så ud som en menneskesøn;

  han kom hen til den gamle af dage

  og blev ført frem for ham.

  Herredømme, ære og kongerige blev givet ham;

  alle folk, stammer og tungemål tjente ham.

  Hans herredømme er et evigt herredømme,

  som ikke skal forgå,

  hans kongerige

  skal ikke gå til grunde.

Denne skikkelse fremtræder her i kontrast til de fire dyreskikkelser der tidligere steg ud af kaoshavet efter hinanden og som repræsenterede herredømmet hos de voldsomme, mere og mere umenneskelige antikke storriger. Efter at Gud har tilintetgjort dem, bringer menneskesønnen Guds herredømme til gyldighed verden over.
Visionen griber fat i motivet fra den gammelorientalske religion fra Kana'an: Guds endelige kamp med mytiske modmagter, et panteons tronråd, afløsningen af en gammel guds herredømme med en ung. Dette motiv bliver dog her omformet af specifik bibelsk profeti:
- Gud alene træder frem ved dommen, den anden trone forbliver ubesat.

- Dommen begynder med afsløring af de af Gud optegnede lovovertrædelser (Bøgerne blev åbnet v. 10)

- De verdensriger der tilintetgøres i domsilden er ikke modguder, men af Gud selv tilladte og tidsligt begrænsede magter (v. 12).

- Den som "bulderet"[8] karakteriserede konge der trænger frem  på bekostning af tre forgængere (v. 8) og som forfølger og tilintetgør de "hellige" (v. 25), henviser til Antiokus IV. Han forsøgte at udrydde Israels religioner på tiden for visionernes opståen (ca. 170 f. Kr.). Ifølge Daniels forhåbning ville Guds dom og menneskesønnens rige følge efter.

- Denne havde her den opgave at realisere Guds vilje over hele verden. Idet Gud overdrager ham magten, tilvejebringer han freden mellem folkene. Idet alle folk beskytter dette sande af Gud bestemte menneske, er sprogforvirringen (1 Mos 11,1-9) blandt dem endegyldigt overvundet.

Den "der så ud som et menneske" kan derfor forstås som repræsentant for arten menneske, der i modsætning til de jordiske verdensmagter kropsliggør og gennemsætter den gudbestemte bestemmelse for alle mennesker til partner og Guds billede ved bevarelsen af skabningen. Denne rolle var i Mikas og Esajas profettid tiltænkt en senere efterkommer af kong David, senere kaldet Maschiach. Her derimod bliver den universale gennemsættelse af den guddommelige plan for historien ikke mere forventet af et menneske af jordisk herkommst, men af et fra Guds område stammende væsen – og tillige heller ikke inden for historien, men efter afbrydelse i verdenshistorien af Gud selv.
Den efterfølgende tydning af visionen (Dan 7,16-28) sætter skikkelsen i forbindelse med "den Højestes hellige". Udtrykket betyder i sammenhængen gudsfolket Israel, i det mindste resten af de troende jøder, som indtil det sidste beholdt troen til deres Gud i den tilintetgørende forfølgelsessituation. Menneskesønnen repræsenterer altså også deres blivende udvælgelse som ikke er ophævet i Guds teokrati. Dette bringer det håb til udtryk at Gud en dag selv – og da endegyldigt – vil forny den skabning, der ved stadig nye voldsherredømmer bliver behersket, deformeret og ødelagt, og ved denne fornyelse vil bekræfte og forvirklige Israels bestemmelse som Guds folk for alle øvrige folk (1 Mos 12,3).
I jødedommens efterfølgende apokalyptiske litteratur blev Daniels vision taget op og varieret. Billedtalen i Enoks Bog (Kapitel 37-71) beskriver en figur med "udseende af et menneske" som præeksistent himmelsk skikkelse ved Guds trone (48,3.6f; 62,7), som ved tidens ende ikke kun overtager Guds verdensherredømme (48,5; 69,26), men selv vil dømme verden (62,5; 69,27ff). Han bliver såvel kaldt "denne menneskesøn" som "den udvalgte". Kun i det tilføjede kapitel 71 bliver han identificeret med urhistoriens Enok (1 Mos 5,19ff).
Fjerde Ezra forkynder i det trettende kapitel i rammen af en apokalyptisk vision en skikkelse som et menneskes, som – i modsætning til Daniels vision – stiger op af havet som jordisk konge og derpå flyvende på himmelskyer tilintetgør en ikke tællelig hær af Guds fjender og samler en fredelig hær. I tydningen af visionen bliver han betegnet som dette menneske henholdsvis manden (Adam), gennem hvilken Gud vil forløse skabningen (13,25); værende hans søn (13,32). Hans opgave går dog ikke ud over hvad der siden Esaja blev forventet af den kommende efterkommer til David: Sejren over de gudfjendtlige folk og samlingen af de rette troende fra Israel. Her blev profetisk messiasforventning og apokalyptisk menneskesønforventning efter den tabte jødiske krig forbundet med hinanden og fornyet som krigerisk billede.
De to tekster anvender substantivet menneskesøn (1. Enok) eller menneske (4. Ezra) ved siden af andre højhedstitler. De betegner her ikke nogen tilfældig repræsentant for arten menneske, men i hver sin udformning en apokalyptisk dommerskikkelse, hvis særlige opgave det er at tilvejebringe den universale gennemsættelse af Guds vilje i sammenhæng med afslutningen på verden.

## Urkristne skrifter

### Forekomster i Det Nye Testamente
Forekomster i NT viser en række ting at notere. 
- Næsten alle forekomster af græske udtryk findes i evangelierne.

- Det forekommer dér 82 steder; fraregnet paralleller forbliver der 36 af hinanden uafhængigt formulerede menneskesønlogier.[11]

- Udtrykket viser dér en i græsk sprogforståelse usædvanlig dobbelt bestemthed: "sønnen af mennesket" (ty. "der Sohn des Menschen“).

- Alle disse ord fremtræder som Jesu selvudsagn.[12] Kun én gang fremtræder udtrykket i et indirekte Jesuscitat (Luk 24,7).

- Jesus taler altid om menneskesønnen i tredje person, mest med hentydning til sin egen handling. Dog forekommer udtrykket "Jeg er Menneskesønnen" ikke.

- Kun yderligere én gang, i den urkristne missionær Stefanus' trosbekendelse (ApG 7,56), fremtræder begrebet uden for evangelierne som fremmedbestemmelse for Jesus, men igen ikke som direkte sættende "Jesus [han] er Menneskesønnen".

- I menighedsbrevene finder man ellers kun begrebet "menneske" (1 Tim 2,5), "menneskebarn" (Hebr 2,6ff, citat fra Sl 8,6) og det ubestemte "en menneskesøn" (Åb 1,13f og Åb 14,14) uden direkte hentydning til Jesu navn.

- Ingen af menneskesøn-stederne i NT citerer steder fra Enok eller Ezra. Kun fra Daniels vision (Dan 7,2-14) er der direkte citater, delcitater eller hentydninger dertil.

- Bortset derfra viser evangelierne tydelige forskelle i sammenhæng og brug af menneskesøntitlen; mange paralleller bruger i stedet det personlige pronomen "jeg".

### De synoptiske evangelier
De synoptiske menneskesønord er efter den i dag i stor udstrækning anerkendte tokildeteori at finde såvel i Markusevangeliet som i den for Mattæus- og Lukasevangeliet fælles logiakilde (kort: Q eller Q-kilden) – som i deres særstof. 

De kan indholdsmæssigt inddeles i tre grupper:

#### Ord af den jordisk virkende Menneskesøn
Denne gruppe af ord  findes såvel hos Markus som i logiakilden.
- Mark 2,10 (som jordisk, i samtiden virkende højhed): Men for at I kan vide, at Menneskesønnen har myndighed til at tilgive synder på jorden – siger han til den lamme: Jeg siger dig, rejs dig, tag din båre og gå hjem!

Som tegn på denne "fuldmagt" (græsk: exousia) til at tilgive synder, som efter den daværende jødiske forståelse kun tilkom Gud, befaler Jesus en lam at stå op, tage sin seng og gå hjem. 

Varianten hos Mattæus Matt 9,8 lægger grunden for Jesu fordring til disciplene også at tilgive synder.
- Mark 2,28: Derfor er Menneskesønnen herre også over sabbatten.

Her begrunder titlen Jesu fuldmagt til at ophæve enkelte bud fra Toraen eller at overtræde dem hvis de står i vejen for en helbredelse.
- Matt 11,18f (Q): For Johannes kom, han hverken spiste eller drak, og folk siger: Han er besat. Og Menneskesønnen kom, han både spiser og drikker, og folk siger: Se den frådser og dranker, ven med toldere og syndere!

Her betegner titlen Jesu sendelse til de religiøst og socialt udstødte, som han tilegnede syndstilgivelse og dermed del i Guds rige ved bordfællesskab – anderledes end i den rigorøse, asketiske overholdelse af buddene hos Johannes Døber. Denne handling tog mange farisæere åbenbart anstød af; thi jødiske skatteinddrivere regnedes ofte for foragtede og lovløse, bedrageriske kollaboratører med den romerske besættelsesmagt.
- Luk 9,58 (= Matt 8,20; Q): Jesus sagde til ham: Ræve har huler, og himlens fugle har reder, men Menneskesønnen har ikke et sted at hvile sit hoved.

Her betegner titlen den samtidige fornedrelse i hjemløshed for den af Gud sendte, der ikke er sørget for som for dyrene. Dette viser i evangeliernes skrivemåde hen på hans foranstående afslutning på korset.

#### Ord af den lidende, døende og opstandne Menneskesøn
Denne gruppe optræder i Jesu såkaldte lidelses- og opstandelsesforudsigelser i evangelierne, der dermed redaktionelt indpassede eller sammenkoblede fælles stof fra Galilæa med lidelsesberetningen fra Jerusalem. De mangler i logiakilden ligesom alle direkte henvisninger til lidelsesoverleveringerne.
- Mark 9,12: Han svarede dem: Elias skal komme først og genoprette alt. Hvordan kan der så stå skrevet om Menneskesønnen, at han skal lide meget og være foragtet? Jo, jeg siger jer: Elias er allerede kommet, og de gjorde med ham, som de ville, sådan som der står skrevet om ham.

Ordet besvarer et spørgsmål fra disciplene om profeten Elias' genkomst, som i den daværende jødedom var forventet som optakten til endetiden. Svaret henviser indirekte til døberens skæbne, der var blevet henrettet før Jesu fremtræden. Jesus ser ham som en genkommende profet for de sidste tider, således at hans egen fremtræden er at se som endetidens begyndelse. Jesus sætter sin forventede lidelse, som han havde for øje med døberens endeligt, ind i den jødiske tradition for profetmord. Tanakh forjætter dog ikke lidelse og foragt for menneskesønnen, men for "Herrens lidende tjener" (Es 53).
- Mark 9,31 (anden lidelsesforudsigelse): ... for han underviste sine disciple og sagde til dem: Menneskesønnen overgives i menneskers hænder, og de skal slå ham ihjel, og når han er slået ihjel, skal han opstå tre dage efter.

Dette ord gælder for at være eventuelt autentisk, da det udtrykker en almen dødsforventning, og taler om "mennesker". Den deraf afledte variant i Mark 8,31: "Så begyndte han at lære dem, at Menneskesønnen skulle lide meget og forkastes af de ældste og ypperstepræsterne og de skriftkloge og slås ihjel og opstå tre dage efter ..." opregner derimod den jødiske ledergruppe der dømte og udleverede Jesus: dette regnes for en redaktion af forfatterne til Markusevangeliet.
- Mark 10,45: For end ikke Menneskesønnen er kommet for at lade sig tjene, men for selv at tjene og give sit liv som løsesum for mange.

Ordet om "løsesum for mange" (aramæisk de mange i betydningen omfattende mængde, alle) anknytter til Es 53,12, det stedfortrædende sonoffer af "Herrens lidende tjener" for folkets synder. Herom hedder det i modsætning til menneskesønnen i Es 52,14:
 Som mange gyste over ham – så umenneskeligt ussel så han ud, så ussel var hans skikkelse blandt mennesker –
Hentydningen belægger som Mark 9,12 en mulig forbindelse mellem forventningen om en menneskesøn og om en Herrens tjener, en forbindelse som kunne gå tilbage til Jesus. Thi også i Danielvisionen var der tale om enden på al voldsherredømme som menneskesønnen ville udløse fra. Dette sker dog her gennem den stedforrædende liden af netop dette voldsherredømme som den gudsendtes slavetjeneste. Dermed bliver forventningen om en hinsides menneskesøn for folkene trukket ind i Israels jordiske soningslidelse for synderne.
- Mark 14,41: Så kom han for tredje gang og sagde til dem: Sover I stadig og hviler jer? Det er nok. Timen er kommet; nu overgives Menneskesønnen i syndernes hænder.

Dette sted i Getsemane-scenen markerer begyndelsen på lidelsesbegivenhederne som lidelsesforudsigelserne forudgriber. Udleveringen i hænderne på synderne var ifølge Dan 7,25 gudsfolkets skæbne, som ville gå forud for den endelige dom og omdannelsen til gudsrigets menneskelige virkeliggørelse. Jesus træder altså her ind i dette sit folks endetidslidelse og overtager den som sin egen.

#### Ord af en kommende Menneskesøn
Denne gruppe af ord dominerer i stof der tilskrives logiakilden. Uden for den finder man næsten kun sådanne ord i den såkaldte synoptiske apokalypse ("de små apokalypser", Matt 24, Mark 13, Lukas 21).
- Matt 10,23 (Q): Når de forfølger jer i én by, så flygt til den næste. Sandelig siger jeg jer: I når ikke til ende med Israels byer, før Menneskesønnen kommer.

Disse ord forbinder de samtidige forfølgelser af de urkristne missionærer i Israel – eventuelt i sammenhæng med den jødiske opstand (66-70), da dele af urmenigheden måtte flygte til Pella i Syrien – med endetiden. Fortsættelsen lyder: Men den, der holder ud til enden, skal frelses. 
- Luk 12,40: Også I skal være rede, for Menneskesønnen kommer i den time, I ikke venter det.

- Mark 13,26 par. : Og da skal de se Menneskesønnen komme i skyerne med megen magt og herlighed.   (indirekte citat fra Daniel 7,13)

- Mark 14,62:  Jesus svarede: Det er jeg. Og I skal se Menneskesønnen sidde ved den Almægtiges højre hånd og komme med himlens skyer.

Dette sted er Jesu svar på yperstepræsternes messiasspørgsmål. Kun denne ene gang bekender Jesus sig i evangelierne direkte til sin messiasværdighed og kundgør dermed den introniserede Menneskesøn som verdenshersker. Dette udløser synedriets dødsdom.

### Johannesevangeliet
I Johannesevangeliet findes begrebet tretten gange med særlig koncentration om den inkarnerede logos' jordiske virke (Joh 1,14):
| Johannesevangeliet | Citat |
| ------------------ | --- |
| Joh 1,51           | Og han sagde til ham: »Sandelig, sandelig siger jeg jer: I skal se himlen åben og Guds engle stige op og stige ned over Menneskesønnen.                                            |
| Joh 3,13f          | Ingen er steget op til himlen undtagen den, der steg ned fra himlen, Menneskesønnen. Og ligesom Moses ophøjede slangen i ørkenen, sådan skal Menneskesønnen ophøjes, ...           |
| Joh 5,27           | Og han har givet ham magt til at holde dom, fordi han er Menneskesøn. |
| Joh 6,27           | Arbejd ikke for den mad, som forgår, men for den mad, som består til evigt liv, den som Menneskesønnen vil give jer; for ham har Faderen, Gud selv, sat sit segl på.               |
| Joh 6,53           | Jesus sagde til dem: »Sandelig, sandelig siger jeg jer: Hvis ikke I spiser Menneskesønnens kød og drikker hans blod, har I ikke liv i jer.                                         |
| Joh 6,62           | Hvad så, hvis I ser Menneskesønnen stige derop, hvor han var før? |
| Joh 8,28           | Jesus sagde da til dem: Når I får ophøjet Menneskesønnen, da skal I forstå, at jeg er den, jeg er, og at jeg intet gør af mig selv; men som Faderen har lært mig, sådan taler jeg. |
| Joh 9,35           | Jesus hørte, at de havde jaget ham ud, og da han mødte ham, sagde han: »Tror du på Menneskesønnen?                                                                                 |
| Joh 12,23          | Men Jesus svarede dem: »Timen er kommet, da Menneskesønnen skal herliggøres. |
| Joh 12,34          | Skaren sagde da til ham: Vi har lært af loven, at Kristus bliver til evig tid; hvordan kan du så sige, at Menneskesønnen skal ophøjes? Hvem er denne Menneskesøn?                  |
| Joh 13,31          | Da Judas var gået ud, sagde Jesus: Nu er Menneskesønnen herliggjort, og Gud er herliggjort i ham.                                                                                  |

### Paulusbrevene
Paulus anvender aldrig menneskesøntitlen, skønt han ellers var fortrolig med og ofte citerede højhedstitler fra urmenigheden i Jerusalem som Kyrios og Guds søn
Den paulinske teologi lader dog antage at Paulus også kendte dette udtryk. Han citerede ofte Salme 8 hvor det hebraiske udtryk forekommer i den generiske betydning (... hvad er da et menneske, at du husker på det, et menneskebarn, at du tager dig af det? ...), men han tydede stedet som henvisning til messias (1 Kor 15,27 og Fil 3,21). Endvidere overtog han den apokalyptiske forestilling fra Daniels Bog om en opstandelse til den endelige dom og stillede Kristus som "opstået fra de døde som førstegrøden af dem, der er sovet hen" (v. 20) over for urbilledet på alle dødelige mennesker, Adam (v. 22: For ligesom alle dør med Adam, skal også alle gøres levende med Kristus.) (1 Kor 15,12ff).
Tillige citerede han den urkristne filipperhymne (Fil 2,5-11) i fuld længde, i hvilken der sikkert trækkes på Daniels endetidsvision om Guds magtovergivelse til menneskesønnen, den almene opvækkelse af døde og alles anerkendelse af ham:
|  | Derfor har Gud højt ophøjet ham og skænket ham navnet over alle navne, for at i Jesu navn hvert knæ skal bøje sig, i himlen og på jorden og under jorden, og hver tunge bekende: Jesus Kristus er Herre, til Gud Faders ære. (Fil 2,9-11) |

### De apokryfe skrifter
Thomasevangeliet fra de apokryfe skrifter, hvis ældste bestanddele efter nogles opfattelse kan være opstået samtidig med logiakilden – altså mellem 40 og 70 – modsiger de synoptiske forekomster: Kun en gang optræder begrebet "menneskesøn" som et egenudsagn af Jesus (logion 86), ellers stadig som betegnelse for menneskene omkring Jesus (logion 28), der er udmærket gennem ham (logion 106).
Logion 86 varierer  et bekendt Jesusord (Matt 8,20; Luk 9,58)
Ræve har huler, ... men Menneskesønnen har ikke et sted at hvile sit hoved.
Dermed bliver dog ikke Jesus selv beskrevet, men den almene situation for hans tilhængere. Mennesket som sådan er fra Jesu synspunkt uden hjem og hvile på jorden. Dermed støtter Thomasevangeliet indirekte den generiske betydning af menneskesøntitlen på nogle steder i NT.
I det sene Filipperevangelium optræder begrebet en gang som sekundær kommentar til en handling af Gud: Således er virkelig menneskesønnen kommet som en farver. (63,25-30). Farvningen med farven hvid modsiger verdens handlen der korsfæster Jesus og udleverer ham til mørket (63,24). Det symboliserer forvandlingen af verdensmørket til den kommende, himmelske eksistensmåde.

## Eksegetisk diskussion

### "Jesus er både sand Gud og sandt menneske" (den gamle kirke)
I patristikken blev menneskesøntitlen opfattet inden for rammen af to-natur-læren som henvisning til Jesu sande menneskelige natur, altså opfattet generisk. Ikke tydningen var omstridt, men titlen Guds søn. Indtil det andet koncil i Nikæa 787 satte sig denne opfattelse igennem: Over for menneskeheden repræsenterer Jesus Gud, og det gør han som til alle tider eksisterende med Gud og som en væsenslig søn af Gud. Idet denne Gud antog menneskelig skikkelse og optrådte som menneske blandt mennesker, led og døde, repræsenterede han lige så vel menneskeheden over for Gud. Mens han som det eneste menneske eksisterede uden synd, og bøjede sin vilje efter Guds vilje, opnåede han vores forløsning fra synd og død.

### "Jesus omskriver sig til stedfortræder for alle mennesker" (reformationstiden)
Humanismen i det 16. århundrede frembragte nye bibeloversættelser af de dengang nyligt opdagede hebraiske og græske håndskrifter og reflekterede derved at jeg- og menneskesønord optrådte ved siden af hinanden i evangelierne. Man erklærede de sidste for omskrivninger af det personlige pronomen "jeg" til 3. person som det var blevet almindeligt blandt hebræere. Ordene om den tilsynekommende menneskesøn der erindrede om Daniels vision og var vanskelig at forklare som en jeg-omskrivning, blev endnu næppe adskilt fra den i Første Mosebog 3,15 og Salme 8 mente tilbagekomst af Adam.

### "Jesus blev som den kommende Menneskesøn gjort lig Gud" (liberalteologi)
Først oplysningens bibelkritik begyndte at undersøge NTs højhedstitler historisk-kritisk og belyse deres herkomst og betydning, for at udsondre og forklare Jesu selvforståelse fra den urkristne tro. Allerede belægsfordelingen i NT begrundede for mange eksegeter den antagelse at Jesus selv anvendte menneskesøntitlen og at de urkristne respekterede dette idet de ikke overtog den (titlen) i udtryksformen? (i.e. i denne udtryksform?).
Den liberale teologi beholdt jeg-omskrivningen fra den humanistiske oplysning, men adskilte i stigende grad Jesu egne menneskesønord fra sådanne senere, som de urkristne havde lagt ham i munden. Derved regnedes de steder der bruger Daniels vision nu hyppigt som hørende hjemme efter påske. Blandt andet erklærede Julius Wellhausen at Jesus kun havde omskrevet sit "jeg" med titlen. Først efter Paulus, der ikke brugte titlen, skulle det være kommet til en omtydning efter Daniel 7.
Wilhelm Bousset, repræsentant for den religionshistoriske skole inden for NT-forskningen omkring 1900, favoriserede den opfattelse at de apokalyptiske menneskesønord skulle være opstået blandt de urkristne som forventede den opstandnes parusi (genkomst) og derfor havde identificeret denne med den menneskesøn der skulle komme ved den endelige dom. Derved havde de også overtaget andre højhedstitler som Kyrios fra den hellenistiske omverden og overført dem på Jesus for at ære Jesus over for parallelle mysteriekulter.
Undersøgelser af Johannes Weiß og Albert Schweitzer betonede heroverfor at Jesu egen forkyndelse af Gudsriget var stærkt påvirket af jødisk apokalytik. Alligevel tilskrev Weiß de urkristne ordene om den kommende menneskesøn og erklærede dem for mytologiske udtryk for det indtryk Jesu "religiøse personlighed" havde efterladt på dem.

### "Jesus ventede en anden" (Rudolf Bultmann)
Rudolf Bultmann vendte i sin Theologie des Neuen Testaments den hidtil overvejende religionshistoriske opfattelse om: for ham gjaldt kun ordene om den fremtidige menneskesøn for oprindelige Jesusord. Jesus havde overtaget forventningen om denne fra den jødiske apokalyptik og havde med menneskesøntitlen i tredje person kundgjort en anden som dommer og frelser.
Bultmann vurderede også at Luk 12,8f var autentisk (Jeg siger jer: Enhver, som kendes ved mig over for mennesker, vil Menneskesønnen også kendes ved over for Guds engle): Jesus havde krævet en afgørelse for eller imod sin egen forkyndelse og bragt dette i tæt sammenhæng med menneskesønnens fremtidige afgørelse for eller imod de troende. Med henblik herpå har det været nærliggende for urmenigheden at sætte Jesus lig med denne kommende menneskesøn. Alle de udtryk og formuleringer i evangelierne der meddeler om menneskesønnens liden og død, er først lagt Jesus i munden efter påske (vaticinia ex eventu). Ganske vist kan også nogle ord af den samtidigt handlende menneskesøn i Jesu mund være ægte, men så blot at oversætte med "menneske".
Denne opfattelse fandt mange tilhængere blandt tyske evangeliske nytestamenteforskere og virkede skoledannende, blandt andet fulgte Günther Bornkamm, Heinz Eduard Tödt og Ferdinand Hahn dette synspunkt. De forsøgte at forklare overleveringshistorien af menneskesønordene i NT i hvert enkelt tilfælde. Den dobbelte bestemthed i den græske titel  regnede de mest som indicium for at det i og for sig ubestemte aramæiske udtryk "dette menneske" allerede i Jesu mund var en fastpræget term henholdsvis højhedstitel og betød en bestemt frelsesformidler for de sidste tider og derfor efter påskebegivenhederne kunne reserveres for hans person.

### "Jesus blev identificeret med den kommende Menneskesøn" (Bultmann-elever)
Heinz Eduard Tödt underbyggede Bultmanns eksegetiske position på følgende måde:
- Jesus taler altid i tredje person om den kommende menneskesøn, mens han i ordene om dennes jordiske virke og liden ofte identificerer sig med ham (menneskesønnen). Det første er sikre tegn på Jesu selvforståelse som forløber for menneskesønnen, det sidste for sekundær menighedsdannelse.

- Alle tre grupper af ord har forskellig oprindelse og traditionshistorie. Logiakilden kender kun ord af den kommende menneskesøn, derfor er disse ældre end ordene om lidelses- og opstandelsesforkyndelser. I ordene om menneskesønnens jordiske virke på den anden side bliver disses transcendente art og opgave ikke taget i betragtning. Ganske vist bliver titlen overført på Jesus, men kun fyldt (ty. gefüllt) ud fra hans handlen.

- I det synoptiske ord Luk 12,8f (par. Mark 8,38) skelner Jesus sig fra menneskesønnen. Han lover de til ham bekendende i menigheden fremtidig bekræftelse ved et tilsvarende fællesskab med menneskesønnen i Gudsriget. At det kommer på tale at menneskesønnen skal borge for Jesu jordiske fuldmagt, udelukker en direkte identifikation af Jesus med menneskesønnen. Kun frelsesgodet – fællesskab med Gud, her som fællesskab med Jesus, dér med Menneskesønnen – er identiske.

- Jesu korsdød har på radikal måde stillet spørsgmål ved hans fordring på fuldmagt. Først med hans opvækkelse har Gud bekræftet Jesu fordring over for tilhængerne. Derfor er for dem identifikationen af Jesus med menneskesønnen blevet uafviselig. Urmenigheden har identificeret giveren af frelsesgodet med gaven og overført menneskesøntitlen også på den lidende og jordisk virkende Jesus.

Denne opfattelse mødte allerede hurtigt modstand fra forskellig side. Således betred Joachim Jeremias, Carsten Colpe og Philipp Vielhauer at Luk 12,8 over for versionen i Mattæus Matt 10,32 hvor Jesus siger "jeg" begge gange, skulle være mere oprindelig. Ifølge Colpe strøg Mattæus aldrig menneskesøntitlen når han fandt den i sine kilder. Ifølge Vielhauer blev snarere omvendt Jesu jeg erstattet med titlen, for eksempel Matt 19,28, Mark 14,20f, Mark 14,41, Luk 22,68f.
Vielhauer henviste i 1957 til at alle tre grupper af menneskesønord altid var formuleret i tredje person, aldrig drog en direkte ligestilling og derfor ikke viste en formal forskel. Men ikke et eneste Jesusord om Gudsriget fremviser menneskesøntitlen. Begge forestillingskomplekser er allerede holdt adskilt i jødisk tradition. I Jesu forventning om Gudsriget har der ikke været plads til nogen forventning om en messias eller menneskesøn. Han sluttede deraf:
Intet menneskesønord er autentisk; Jesus har ikke forkyndt menneskesønnen – hverken således at han har identificeret sig med ham, eller sådan at han har forventet en anden som menneskesøn.
Ordene er blevet lagt Jesus i munden af urkristne profeter som har talt i hans navn og derfor valgt tredje person.
Ifølge Hans Conzelmann skal Luk 12,8 kun forstås som Jesu identifikation med menneskesønnen. Kun da giver ordet en mening, som gør de troendes beslutning for Jesus til betingelse for menneskesønnens beslutning for de troende. Denne identifikation har først urmenigheden kunnet fuldføre, således at dette Jesusord har måttet opstå der.
Efter denne opfattelse havde de urkristne så måttet identificere Jesus med menneskesønnen imod hans egen opfattelse. Denne modsætning fremdrog eller udstillede Vielhauer. Også Eduard Schweizer spurgte ud fra andre præmisser hvorfor en profets død havde rystet Jesu jødiske tilhængere så meget i deres tro på den af ham forkyndte komme af menneskesønnen, i stedet for – som i den jødiske martyrtradition – at bekræfte hans rolle som blot at være en forløber. Så havde Jesu opvækkelse også snarere bevæget dem til at tro hans vidne før påske om den kommende menneskesøn end at gøre det nødvendigt for dem at identificere ham med denne.
Bertold Klappert stillede derfor 1971 især spørgsmålet om og hvordan urmenigheden i Jesu ord om den kommende menneskesøn efterfølgende har kunnet "opdage" (således Tödt), at han dér har talt om sin egen genkomst, når Jesus ikke har ment sig selv. 

August Strobel holdt det for fejlagtigt, ja fantastisk at antage, at forkynderen af en anden i den teologiske tænken hos den ældste discipelmenighed skulle være blevet denne selv.

### "Jesus identificerede sig med den kommende Menneskesøn" (fra ca. 1970)
I det 19. århundrede repræsenterede allerede Julius Holtzmann den tese at Jesus havde anvendt menneskesøntitlen i betydning af en apokalyptisk dommerskikkelse for at beskrive sin egen person og rolle i den guddommelige frelsesplan. Efter at denne tese ikke havde været fremme i lang tid, fik den igen fra 1970'erne en genopblomstring i nye varianter.
Ifølge Wolfhart Pannenberg antog Jesus titlen for sig og sit virke for at legitimere forudgribelsen af menneskesønnens opgaver. Han viste dermed hen til den kommende bekræftelse ved Guds endelige åbenbaring og forblev anvist derpå. Han forstod således sig selv som den som Gud ville anvise embedet som Menneskesøn-Verdensdommer.
For Angus J. B. Higgins  betegner titlen i Jesu mund ingen personmæssig (ty. personale) fra ham adskilt skikkelse, men den værdighed som Jesus forventede sig: den af Gud indsatte Verdensdommer. Ifølge Volker Hampel (Menschensohn und historischer Jesus, JETh 7/1993) betegnede Jesus sig som menneskesøn for derved at udtrykke sin bestemmelse som messias der lever skjult blandt mennesker før Gud åbenbarer ham for alle.
Denne synsmåde lod kun vanskeligt integrere ordgrupperne om menneskesønnens jordiske virke og hans lidelse. Thi med syndstilgivelsen og ophævelsen af enkelte Torabud anvendte Jesus allerede i sin samtid Guds privilegium, agerede altså som et dødeligt menneske således som man kunne forvente af en befuldmægtiget dommer. Dog netop disse ord gør den afvisning, som Jesus var ude for i den daværende jødedom, historisk plausibel.
Hertil kommer at der i Det Nye Testamente ud over andre højhedstitler (som for eksempel Matt 16,16 for Kristus og "Guds søn", Mark 15,26 for "Jødernes konge", Fil 2,11 for "Herre") ikke er at finde nogen selvbetegnelse fra Jesu side ("jeg er Menneskesønnen"), heller ingen bekendelse ("du er Menneskesønnen") og ingen missionærisk forkyndelse ("Jesus er Menneskesønnen"). Hvis "menneskesøn" havde været en fast titel som Jesus anvendte om sig selv, så skulle man ud fra kritikernes opfattelse dog forvente at denne titel eksplicit var blevet brugt om ham, eller frasagt ham af hans modstandere.

### "Jesus forholdt sig til opgaven, ikke Menneskesønnens identitet"
Ifølge Carsten Colpe stillede Jesus sig kun funktionelt lige med den kommende menneskesøn uden direkte at identificere sig med ham. Denne dynamiske forventning – håbende på fuldendelse – er først med urmenigheden gjort til en statisk, i Jesu samtid fuldendt identifikation.
For Helmut Merklein forstod Jesus sig som jordisk dobbeltgænger til den himmelske menneskesøn som Gud ville sende. Dette efterlod ret og rimelighed  i forholdet mellem de to åbent og lagde sig nær gnosticisme, hvorefter ganske vist den mennekelige dobbeltgænger, men ikke det evige himmelvæsen kunne og måtte lide og dø.
Joachim Gnilka (Die frühen Christen. Ursprünge und Anfang der Kirche) og Jürgen Becker formoder at Jesus slet ikke var interesseret i en identitet som menneskesøn, men kun ville bekræfte alvoren i den forestående dom, i hvilken mennesket ud fra sin stilling over for Jesus og hans sendelse skulle dømmes. Jesus så mellem sig og menneskesønnen ikke en "identitet mellem personerne", men en "identitet i frelsesfællesskab".
Disse løsningsforslag forudsætter dog en forestilling om menneskesønnen som en dommerskikkelse der hverken i den jødiske tradition eller i Jesu mund er så tydelig givet.

### Udelukkende selvreference
Mange eksegeter forstår brugen af begrebet "menneskesøn" i de synoptiske evangelier som et rent aramæisk idiom hvorved de især inddrager alle ord om menneskesøn fra gruppe b. Når Jesus siger "menneskesøn", skal det ikke gælde for andet end en omskrivning af "jeg", gjort i ydmyghed eller beskedenhed (Vermes, Müller, Schwarz). Fordelen ved denne hypotese er at næsten alle ord om menneskesønnen kan gøres forståelige. Der stiller sig dog spørgsmålet om et kriterium for hvornår Jesus siger "jeg" og hvornår "menneskesøn". Er der en betydningsforskel mellem de to former for selvreference? Desuden er det netop aramisterne der stiller spørgsmålet fordi denne sprogbrug  først er bevidnet i sen aramæisk (Fitzmyer).

### Generisk brug: "ethvert menneske"
I tilslutning til den aramæiske sprogbrug (bevidnet i tekster fra Jesu tid) skulle Jesus have brugt "menneskesøn" idiomatisk i betydningen "ethvert menneske". (Casey). Det er også en form for selvreference hvor alle mennesker er inkluderet, i udsagn der på det første trin gælder alle mennesker, dernæst også gælder ham selv. Ikke blot Jesus selv, men alle mennesker er "Herre over sabbatten"; dette svarer godt til Jesu anliggende i Mark 2,23-28. – Mod denne hypotese taler at kun få ord om menneskesønnen er forståelige på denne baggrund og at det er svært at forklare hvordan urmenigheden senere udelukkende kunne tale om Jesus som menneskesønnen, som det er tilfældet i de synoptiske evangelier.

### Reduceret, inklusiv selvreference: "et menneske som mig", "folk som i min situation"
Når Jesus siger "menneskesøn", mener han sig selv, men ikke udelukkende: Han mener snarere ethvert menneske der er ham lig, der følger ham og deler hans skæbne. "Menneskesøn" betyder så meget som "et menneske som mig" (Lindars) eller mere ligeud: "folk som os" 
... Jesus sagde til ham: Ræve har huler, og himlens fugle har reder, men Menneskesønnen har ikke et sted at hvile sit hoved. (Luk 9,58) – det gælder for Jesus og dem der følger ham, dog ikke for alle mennesker. – Samme kritik som kan rettes mod den generiske brug, kan også gælde her.